# Ana Mari Cauce
Ana Mari Cauce (Havanna, 1956. január 11. –) amerikai pszichológus, 2015 októbere és 2025 júniusa között Washingtoni Egyetem 34. rektora. A 2015-ben kinevezett Cauce az egyetem első homoszexuális vezetője, valamint az első nő, aki a pozíciót állandó jelleggel töltötte be.
2025 februárjában bejelentették, hogy augusztus 1-jétől utódja Robert J. Jones lesz.

## Fiatalkora
Ana Mari Cauce 1956. január 11-én született Havannában; édesanyja Ana Cauce, édesapja pedig Vicente Cauce oktatási miniszter. Hároméves korában a kubai forradalom miatt családja Miamiba menekült; itt édesapja először őrként dolgozott, később pedig mindkét szülője egy cipőgyárban helyezkedett el.
1977-ben Cauce summa cum laude minősítésű diplomát szerzett a Miami Egyetem angol szakán; 1979-ben a Yale Egyetemen pszichológia, 1982-ben pedig filozófia szakon szerzett mesterdiplomát. Doktori címét 1984-ben szerezte meg kórházi és közösségi gyermekpszichológia szakirányon.

## Pályafutása
Oktatói pályafutását a Delaware-i Egyetemen kezdte; 1986-tól a Washingtoni Egyetem óraadója, 1990-től pedig állandó munkatársa. 1996-tól az Amerikai Kisebbségi Tanulmányok Tanszékének vezetője, később pedig a Bölcsészet- és Természettudományi Főiskola dékánja lett.
2007-ben részt vett a szegényebb hallgatók támogatását célzó Husky Promies program elindításában, 2012-ben pedig az egyetem kancellárhelyettese lett.
2015 márciusától Michael K. Young távozásával ideiglenes, október 13-ától pedig állandó rektor. Ő az első nő, aki a pozíciót állandó jelleggel tölti be, egyben az egyetem első homoszexuális és első spanyol származású rektora. 2017-ben kiderült, hogy az igazgatótanács megsértette a nyilvánosságra vonatkozó szabályokat, ugyanis valójában Cauce volt az egyetlen rektorjelölt (a többiek visszaléptek).

## Családja
Az 1979-es greensborói mészárlás során a Ku-Klux-Klan és az Amerikai Náci Párt tagjai meggyilkolták idősebb fivérét, a kommunista aktivista César Cauce-t. A négy fehér bőrű áldozat sírja a greensborói feketék temetőjében található.
Cauce 1989-ben feleségül ment Susan Joslyn professzorhoz.

## Díjai és kitüntetései
2020-ban az Amerikai Művészettudományi Akadémia tagjává választották.

## Publikációi
- Ana Mari Cauce: Early Adolescents’ Social Networks and Networking: Contributions to Social Competence. (angolul) New Haven (Connecticut): Yale Egyetem. 1984.  OCLC
- Ana Mari Cauce – Keith Hannan – Marion Sargeant:  Life stress, social support, and locus of control during early adolescence: Interactive effects. (angolul)  American Journal of Community Psychology,  XX. évf.  6. sz. (1992. december)   787–798. o. doi
- Nancy A. Gonzalez – Ana Mauri Cauce – Craig A. Mason:  Interobserver Agreement in the Assessment of Parental Behavior and Parent-Adolescent Conflict: African American Mothers, Daughters, and Independent Observers. (angolul)  Child Development,  LXVII. évf.  4. sz. (1996. augusztus)   1483–1498. o. doi
- Kimberly A. Tyler [et al.]:  The Impact of Childhood Sexual Abuse on Later Sexual Victimization among Runaway Youth Victimization among Runaway Youth. (angolul)  Journal of Research on Adolescence,  XI. évf.  2. sz. (2001. június)   151–176. o. doi Hozzáférés: 2021. június 3.
- Matthew Paradise – Ana Mari Cauce:  Home Street Home: The Interpersonal Dimensions of Adolescent Homelessness. (angolul)  Analyses of Social Issues and Public Policy,  II. évf.  1. sz. (2002. december)   223–238. o. doi

## Fordítás
- Ez a szócikk részben vagy egészben  az   Ana Mari Cauce című angol Wikipédia-szócikk ezen változatának fordításán alapul.  Az eredeti cikk szerkesztőit annak laptörténete sorolja fel. Ez a jelzés csupán a megfogalmazás eredetét és a szerzői jogokat jelzi, nem szolgál a cikkben szereplő információk forrásmegjelöléseként.